# Sophora gypsophila
Sophora gypsophila är en ärtväxtart som beskrevs av Billie Lee Turner och Albert Michael Powell. Sophora gypsophila ingår i släktet soforor, och familjen ärtväxter.

## Underarter
Arten delas in i följande underarter:
- S. g. guadalupensis
- S. g. gypsophila